# Казанли, Николай Иванович
Николай Иванович Казанли (17 декабря 1869 — 5 августа 1916) — русский композитор.

## Биография
Николай Казанли родился 17 декабря 1869 года. В 1879-83 обучался игре на скрипке в муз. школе Об-ва изящных искусств в Одессе. Окончил Петровский Полтавский кадетский корпус (1886),  учился в Санкт-Петербургской консерватории (1891—1894), изучая теорию композиции у Н. А. Римского-Корсакова. Изучал контрапункт у Ю. И. Иогансена и пользовался советами М. А. Балакирева, с которым был близок.
Сочинения Казанли свидетельствуют о техническом мастерстве, вкусе и творческой фантазии, не отличаясь новизной мысли, формы и приемов. Одно из выдающихся их качеств — колоритная инструментовка. Казанли принадлежит много работ по инструментовке чужих произведений. Дирижировал (1897—1904) русскими симфоническими концертами у Кайма в Мюнхене, где под его управлением впервые в Германии была исполнена полностью опера М. И. Глинки «Руслан и Людмила». В 1900 это исполнение было повторено в Берлине.
В 1902 году Н. Казанли дирижировал в Праге и в Киссингене.
Редактировал и перевёл с немецкого (по завещанию автора) посмертный труд Ю. Иогансена, «Учебник строгого контрапункта». Сотрудничал по музыкальной части в газете «День» (1890—91), в журнале «Артист» (1891—93); в «Munchener Allg. Zeitung», «Deutsche Musik-Z.»; в «Die Musik» (1901—1905) и др. Руководил преподаванием музыки в лицее, инженерном училище и во 2-м кадетском корпусе. Состоял членом комиссии по улучшению военной музыки.
Николай Иванович Казанли умер 5 августа 1916 года и был похоронен на Никольском кладбище Александро-Невской лавры.

## Сочинения
Для оркестра 
- симфониэтта «G-dur» (1893);
- симфония f-moll и баллада «Ленора» (1897);
- «Villa am Meer» (фантазия на картину Бёклина, Санкт-Петербург, «Русский симфонический концерт», 1913);
- «Ночь карнавала», музыкальная картина (Санкт-Петербург, в тех же концертах, 1914);
- опера "Миранда" (Мариинский театр).

Для хора с оркестром: 
- Русалка (Л. А. Мей);
- Волк на псарне (И. А. Крылов);
- «Торжественная кантата» на 200-летие 2-го кадетского корпуса (1912).

Для хора a capella: 
- «Великая панихида».

Казанли принадлежит также несколько романсов.

## Семья
Сын Н. И. Казанли — Д. Н. Казанли (1904—1959) — известный геодезист и геофизик.